# 주온: 더 파이널
《주온: 더 파이널》(呪怨 -ザ・ファイナル-, juon : the final)은 2015년 공개된 일본의 공포 영화이다.

## 출연
- 타이라 아이리
- 키리야마 렌
- 사사키 노조미
- 사이쇼 미사키
- 코바야시 카이
- 히다 야스히토
- 오노 노노카